# Kalle Anka som soldat
Kalle Anka som soldat (engelska: Fall Out Fall In) är en amerikansk animerad kortfilm med Kalle Anka från 1943.

## Handling
Menige Kalle Anka är tillsammans med en trupp ute på en lång träningsmarsch som gör honom mycket trött. Till slut får de äntligen slå läger och få mat, men innan det överhuvudtaget blir någon mat måste de slå upp sina tält, något som retar upp den hungrige Kalle. När det har blivit natt har han fortfarande inte fått upp tältet rätt, men vid det laget är han så trött att han ger upp med sina försök och lägger sig ner för att sova på marken. Men inte ens det kan han göra, för det är för många ljud runtomkring som stör honom.

## Om filmen
Filmen hade svensk premiär den 11 december 1944 på biografen Spegeln i Stockholm.

## Rollista
- Clarence Nash – Kalle Anka[5]